# Huntspill (wieś)
Huntspill – wieś w Anglii, w hrabstwie Somerset, w dystrykcie (unitary authority) Somerset. Leży 40 km na południowy zachód od miasta Bristol i 202 km na zachód od Londynu. W 2001 miejscowość liczyła 2659 mieszkańców. Daje nazwę sztucznej rzece Huntspill.